# Mary Ann Costello
Pour les articles homonymes, voir Costello.
Mary Ann Costello, né en 1747 et mort le 10 mars 1827, est une actrice irlandaise.
Elle est la mère du premier ministre britannique George Canning.

## Biographie
Mary Ann Costello naît en Irlande en 1747. Son père est Jordan Costello, un écuyer de Connacht. Elle semble avoir été orpheline à un jeune âge et est élevée à Londres par son grand-père maternel, le colonel Guydickens. Louée pour sa beauté, elle épouse par amour George Canning en 1768. En 1769, elle donne naissance à une fille, Letitia, qui meurt quelques mois plus tard. Le 22 avril 1770, le couple a un deuxième enfant, George Canning. En 1771, Mary Ann Costello devient veuve alors qu'elle est à nouveau enceinte et sans soutien financier. Son troisième enfant, un fils, Thomas, meurt également.
Pour subvenir aux besoins de son jeune fils, elle devient actrice. Elle fait ses débuts dans Jane Shore au Théâtre de Drury Lane en novembre 1773. Ce n'est pas un succès et elle doit travailler dans plusieurs théâtres de province dans l'ouest et le nord de l'Angleterre. Elle entame ensuite une relation qui durera 6 ans avec Samuel Reddish, ayant 5 enfants de lui, dont 2 paires de jumeaux. Elle utilise le nom de Mme Reddish, mais il n'y a pas de trace de leur mariage. Son fils aîné, George, lui a été retiré pour aller vivre avec son oncle, Stratford Canning. Elle ne le voit pas pendant 8 ans,,.
Mary Ann Costello se marie en février 1783 avec Richard Hunn, un marchand de soie de Plymouth. Le couple a 5 enfants, dont 2 autres paires de jumeaux. Sa carrière d'actrice continue à attirer l'ire ; Canning qui a alors 12 ans dit qu'elle était impropre à la respectable société. Constamment, il cherche à sauver sa mère de la pauvreté. En juin 1791, il lui envoie 100 guinées, l'avertissant que son action pouvait nuire à sa future carrière politique. Son mariage avec Hunn se termine dans les années 1790, et elle prend sa retraite. À ce moment, George Canning est député et tous ses demi-frères réclament son aide. Costello tente de gagner de l'argent avec de la pommade pour les yeux, Collysium, mais c'est un échec. Elle a également écrit un roman, The Offspring of Fancy.
Costello est maintenue à distance de Canning alors que la carrière de ce dernier se développe. Elle reçoit une pension annuelle de 500 £ en 1803, et est en mesure de vivre dans un plus grand confort pour le reste de sa vie. Elle est finalement en mesure de voir sa belle-fille et ses petits-enfants en 1804, 4 ans après le mariage du couple. Durant l'apogée de sa carrière politique de son fils dans les années 1820, son passé a été utilisé à l'encontre de son fils : il est dit que la carrière et la vie privée de sa mère ont rendu Canning inapte à de hautes fonctions politiques. Le whig, Lord Grey, déclare que le fait d'être le fils d'une comédienne disqualifie Canning pour servir en tant que le premier ministre britannique.
Quelques mois avant que Canning devienne premier ministre, Mary Ann Costello meurt le 10 mars 1827, à Henrietta Street, à Bath.